# Насьональ (футзальний клуб)
Футзальний клуб «Насьональ» — хорватський футзальний клуб із Загреба. До 2008 року був відомий під назвою МФК «Госпич» і базувався в місті Госпич, Хорватія.

## Досягнення
- Чемпіонат Хорватії:
  - 2006—2007, 2007—2008, 2009—2010, 2012—2013, 2014—2015, 2015—2016
- Кубок Хорватії:
  - 2007—2008, 2008—2009, 2009—2010, 2014—2015, 2016—2017